# Ле Ламантен
Ле Ламантен (фр. Le Lamentin) град је у Француској, у департману Мартиник.
По подацима из 1999. године број становника у месту је био 35.460.

## Демографија
| 1999.  | 2011.  |
| ------ | ------ |
| 35.460 | 39.458 |

## Партнерски градови
- Кумаси